# Museo Nacional de Arqueología, Antropología e Historia del Perú
El Museo Nacional de Arqueología, Antropología e Historia del Perú (MNAAHP) es un museo  ubicado en el distrito de Pueblo Libre, en la ciudad de Lima, capital del Perú. Se encuentra en el antiguo Palacio de la Magdalena, alrededor de la plaza Bolívar. Fue creada en 1822 siendo el museo más antiguo del Perú.

## Historia
El Museo Nacional del Perú fue fundado bajo el patrocinio de José de San Martín en 1822 por José Bernardo de Tagle, Bernardo de Monteagudo y Mariano Eduardo de Rivero y Ustariz, quien asumió la labor de dirección del proyecto en 1826. Sin un local fijo, la colección iba asentándose en diversos lugares, hasta que en 1872 el patrimonio fue expuesto en el Palacio principal de la Exposición Internacional de Lima.
La primera colección se realizó a base de primigenias excavaciones arqueológicas, donativos y compras de diversos objetos prehispánicos. Toda ella, menos la Estela Raimondi, desapareció fruto del saqueo durante la ocupación de Lima por las tropas chilenas durante la Guerra del Pacífico. Debido a ello el Museo fue disuelto al no tener piezas suficientes para su exposición.
El 6 de mayo de 1905 fue recreado con el nombre de Museo de Historia Nacional, siendo nombrado director José Augusto de Izcue, quien contrató al prestigioso arqueólogo alemán Max Uhle. Izcue se encargó del área colonial y republicana, mientras que Uhle dirigió los temas prehispánicos. El 29 de julio de ese año el nuevo museo fue inaugurado con la presencia del Presidente del Perú José Pardo.

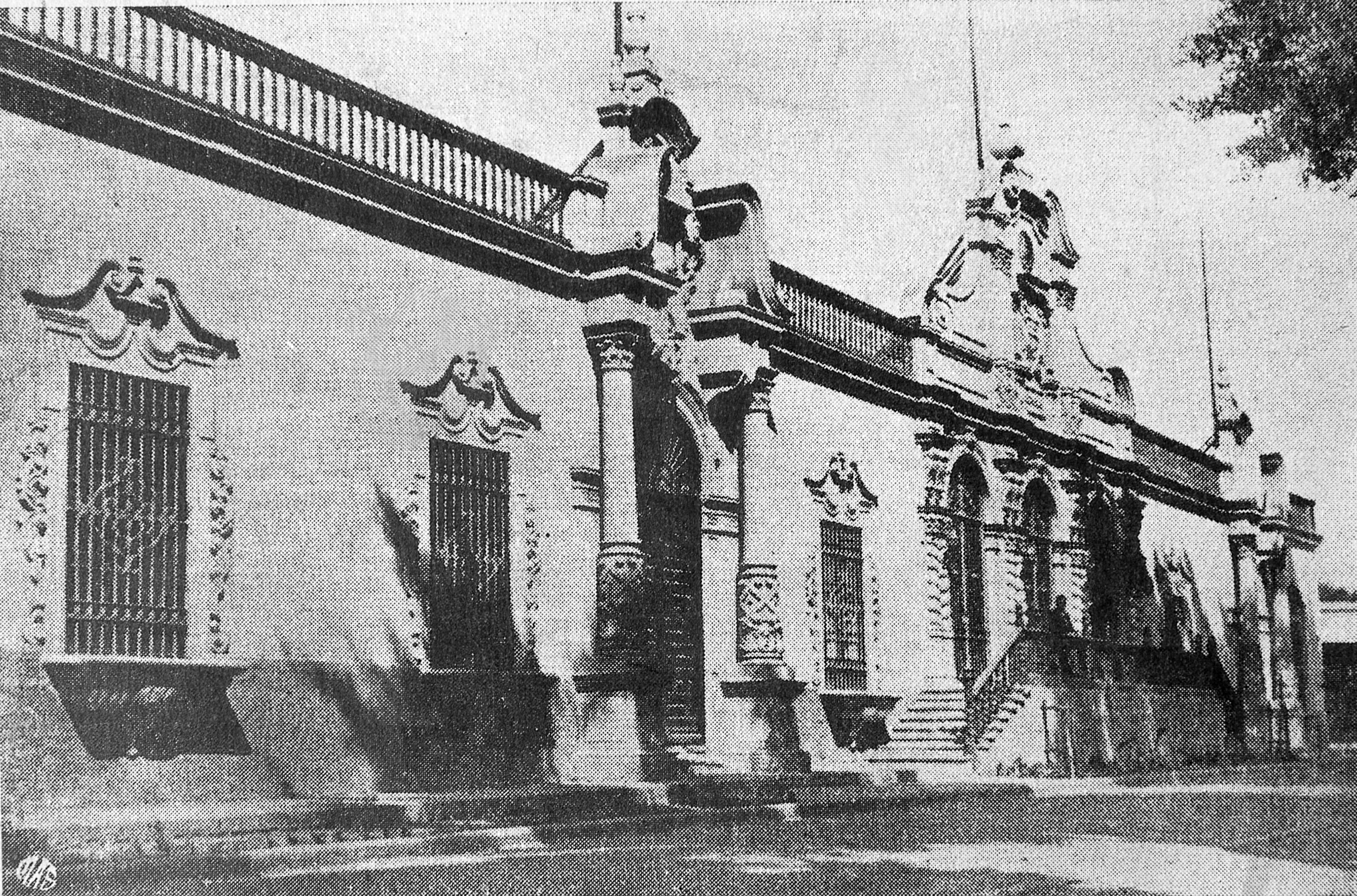
El Museo Bolivariano en 1924.

En 1911 Julio C. Tello asumió el área arqueológica, siendo director Emilio Gutiérrez de Quintanilla. Para ese entonces el museo contaba con una colección de más de 9000 piezas arqueológicas inventariadas, y un número no estimado de objetos antropológicos e históricos. Debido a discrepancias entre el director y Tello, la sección de Arqueología se independizó en 1924 como Museo de Arqueología Peruana, mientras que la parte colonial y republicana adoptó el nombre de Museo Bolivariano. Ambos museos, instalados en el Palacio de la Magdalena de Pueblo Libre, fueron inaugurados por el presidente Augusto B. Leguía. Mientras que las piezas del Museo Bolivariano fueron expuestas en el local que se conoce como la Quinta de los Libertadores, para el Museo de Arqueología se modificaron las instalaciones, creando un nuevo espacio museístico a cargo del arquitecto portugués Raúl María Pereira. El Museo de Arqueología Peruana tuvo una colección a partir de las piezas arqueológicas preexistentes en el Museo de Historia Nacional, a la que se le sumó la colección Larco. Esta fue la colección de Víctor Larco Herrera, que el presidente Augusto B. Leguía le compra en el año 1923 y forma, junto con las colecciones Paracas de Tello, la base de las colecciones del actual Museo Nacional de Arqueología, Antropología e Historia del Perú. Tello se encargó de incrementar esta colección a base de excavaciones e investigaciones arqueológicas en diversos lugares del Perú, así como de la restauración y conservación apropiadas.
En 1930 Tello fue destituido. El gobierno peruano resolvió fusionar el Museo de Historia Nacional, el Museo de Arqueología Peruana y el Museo Bolivariano, adoptando el nombre con el que nació: Museo Nacional. Una de las tareas de esta institución, cuya dirección recayó en Luis E. Valcárcel, fue la de supervisar la creación de otros museos en diversas ciudades del Perú. Otra importante labor fue la publicación de una revista periódica, la Revista del Museo Nacional, que se editó ininterrumpidamente hasta 2001.
En 1945, a instancias de Tello, el recién constituido Consejo Superior de Museos volvió a dividir el Museo Nacional en Museo Nacional de Antropología y Arqueología, bajo la dirección de Tello, y el Museo Nacional de Historia, con Valcárcel a la cabeza. Ambos museos mantuvieron su ubicación en el local de la Plaza Bolívar de Pueblo Libre.
En 1981 ocurrió un robo en el Museo. Unos ladrones pudieron eludir el sistema de seguridad y robaron unas 220 piezas de oro y plata, incluyendo el Tumi lambayeque.
Finalmente en 1992 se vuelven a fusionar, naciendo el Museo Nacional de Arqueología, Antropología e Historia del Perú, y pasando a la tutela del extinto Instituto Nacional de Cultura. Entre sus directores se encuentran reconocidas personalidades intelectuales del Perú, como Fernando Silva Santiesteban, Duccio Bonavia, Luis Guillermo Lumbreras, María Rostworowski y Franklin Pease.
En mayo de 2019 se cerró temporalmente, debido a desprendimientos del techo, mientras que duren las obras de recuperación y renovación.
El 20 de julio de 2021 se realizó el sellado de la Semilla del Tiempo del Bicentenario, que preservar mensajes y objetos, asimismo se abrió la Sala Independencia compuesta de once áreas que abarca el proceso independentista, desde primeras gestas libertarias hasta la consolidación de la soberanía nacional.
El 28 de febrero de 2025 esta previsto el cierre del museo para iniciar el proceso de remodelación del recinto. Durante ese tiempo se realizará el trasladado de más de 250,000 piezas a módulos temporales mientras se construyen nuevos espacios modernos y equipados.

## Colección

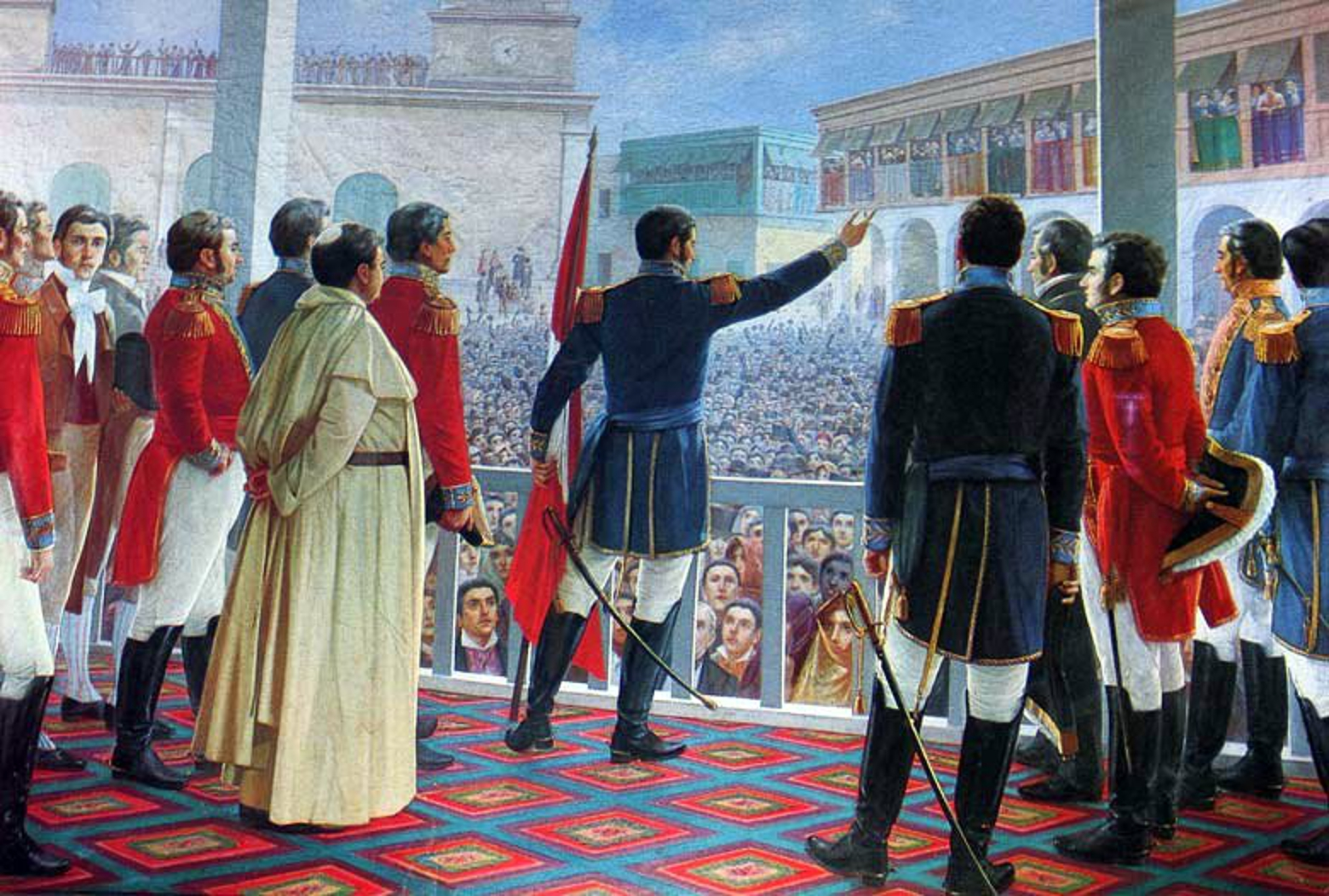
Juan Lepiani: Proclamación de la Independencia del Perú (Roma, 1904)
Lima, Pinacoteca del MNAAHP.

El MNAAHP cuenta con una enorme variedad de objetos culturales históricos de la civilización peruana, albergando más de 300,000 piezas que abarcan toda la ocupación humana de lo que hoy es Perú. La exposición permanente del museo ocupa una superficie de 23,000 m² repartidos en 30 salas.
La importancia y calidad de los objetos que están en exhibición y que se almacenan en sus reservas museográficas lo convierten en el museo más importante del Perú. Entre sus tesoros más importantes se encuentran las Manos Cruzadas de Kotosh, la Estela Raimondi de Chavín, el Obelisco Tello, mantos de Paracas, y diversas pinturas del periodo virreinal, principalmente de la Escuela cuzqueña de pintura, y del periodo republicano, incluyendo obras de algunos reconocidos pintores como José Gil de Castro.

## Actividades culturales
El museo cuenta con talleres de conservación de objetos arqueológico, destacando los de textiles y metales. De igual forma, ofrece talleres para niños y adolescentes. Desde el 2003, el MNAAHP realiza la serie de eventos "El Museo abre de Noche".

## Galería

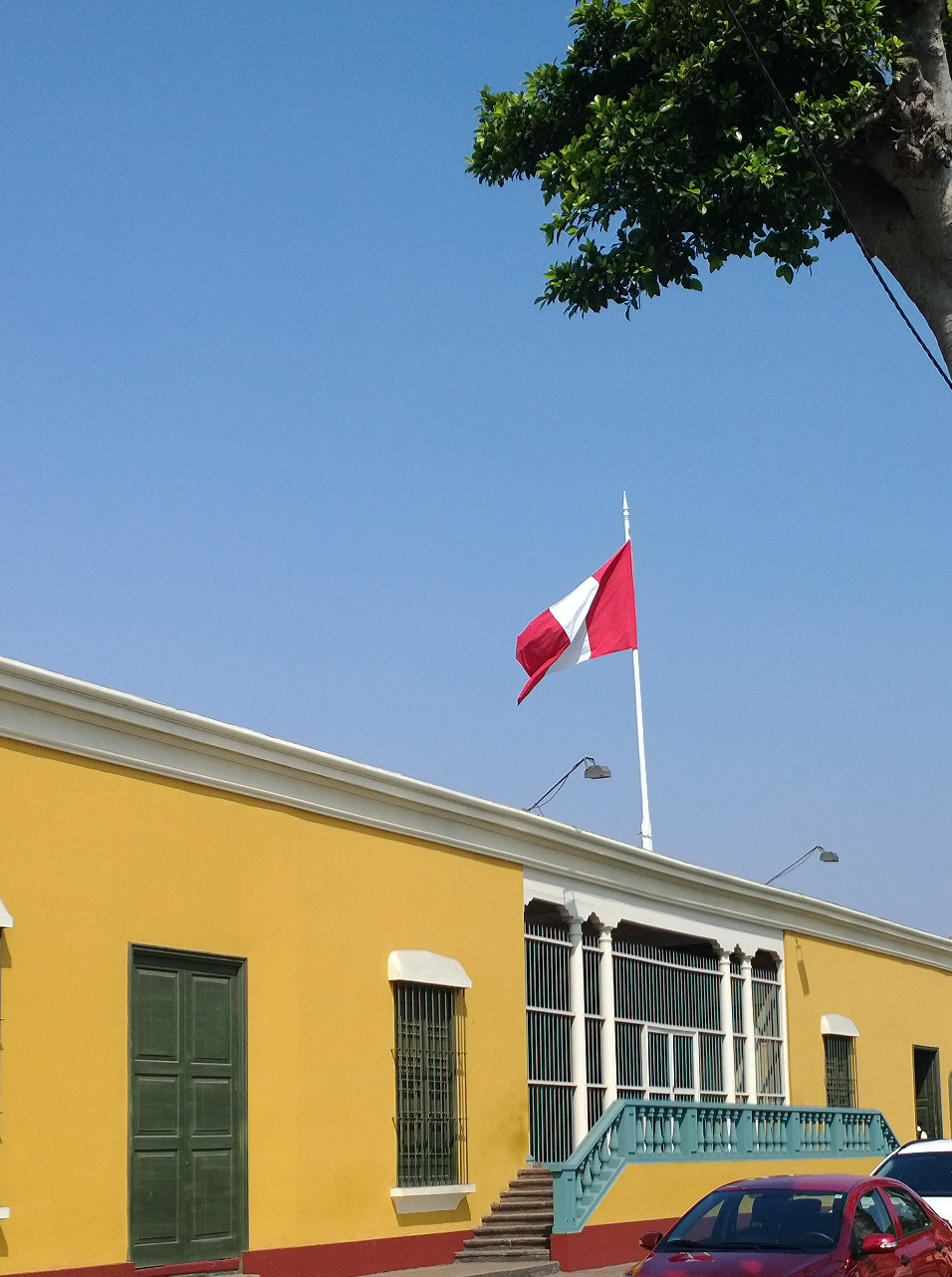
Vista de la Quinta de los Libertadores
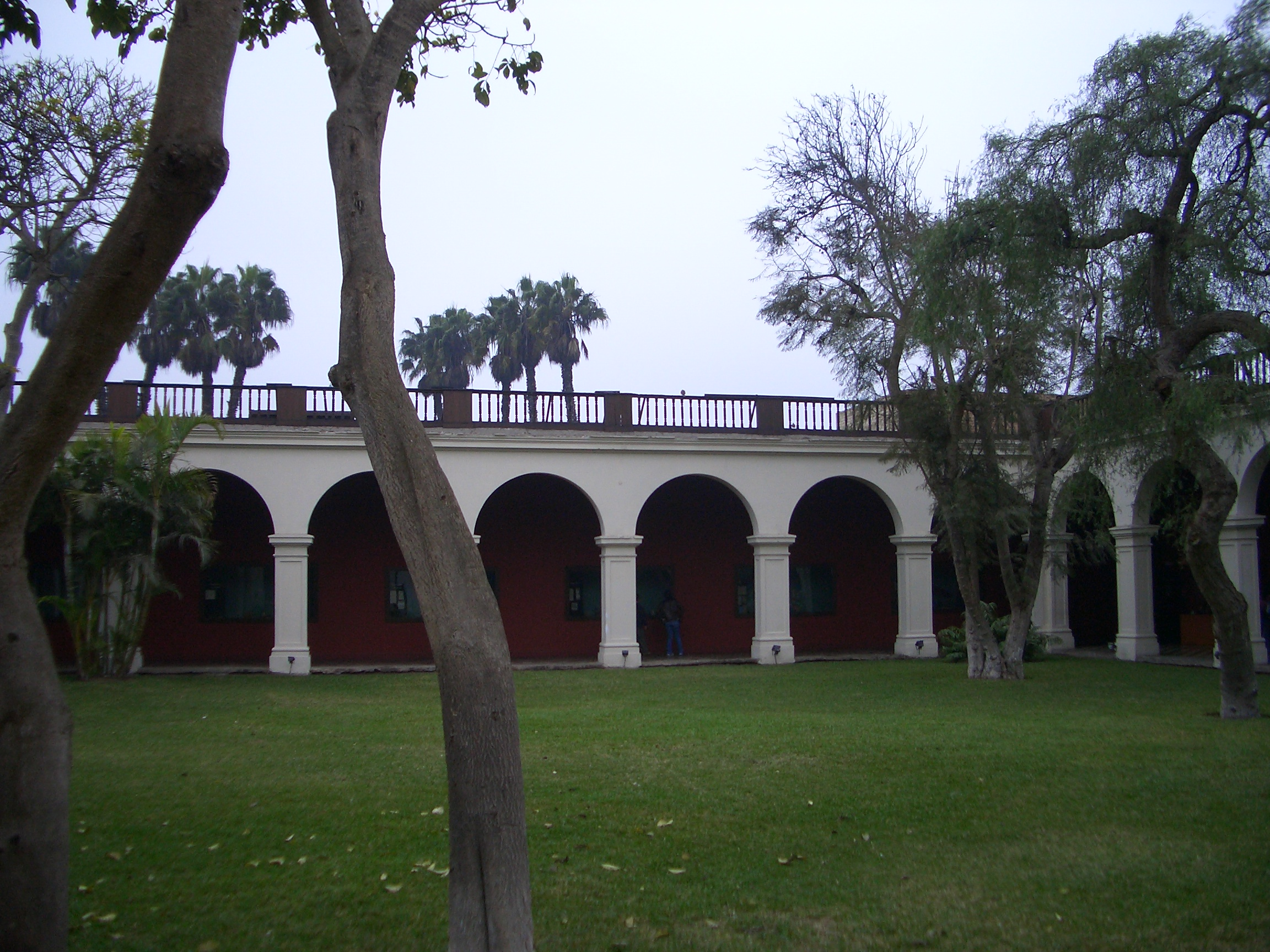
Patio central del Museo